# Дом-музей Ауэзова
Литературно-мемориальный дом-музей М. О. Ауэзова — музей, основанный в 1963 году в Алма-Ате в доме, где М. О. Ауэзов жил последние 10 лет (1951—1961 годы).

## История
Мемориальный дом-музей Мухтара Ауэзова был открыт в 1963 году. Первым директором музея стала дочь писателя, Л. М. Ауэзова. Здесь была завершена эпопея «Путь Абая», начата работа над новым романом о современности, создан ряд художественных произведений (пьесы, очерки) и научно-исследовательских трудов.

## Экспозиция музея
Большой интерес представляет мемориальная часть музея, в частности, рабочий кабинет. Наряду с личным архивом и библиотекой Ауэзова в фондах музея находится свыше 150 тысяч экспонатов в виде мемориальных вещей, произведений искусства, фотографий и других. Также в музее собраны произведения мастеров искусства Е. Вучетича, М. Тельжанова, Т. Урманче, А. Кастеева, С. Мамбеева, Н. Нурмухамедова, Е. Сидоркина и других, запечатлевших образы писателя и героев его произведений. Музей наряду с культурно-просветительской проводит большую научно-исследовательскую работу по собиранию, изучению и пропаганде творчества Ауэзова.

## Здание музея
В 1949 году Мухтар Ауэзов получил Сталинскую премию, на средства которой им был выкуплен земельный участок у двух учителей. В 1951 году Мухтаром Ауэзовым на этом участке был построен дом. Архитектором здания выступил Георгий Герасимов. В этом здании писатель со своей семьёй прожил последние годы своей жизни (1951—1961 годы). При этом в 1952 году Ауэзов был вынужден покинуть Алма-Ату и свой дом во избежание возможного ареста. В столицу Казахской ССР он смог вернуться только в 1954 году после смерти Сталина.
27 июня 1961 года Мухтар Ауэзов скончался. Через некоторое время, 15 августа 1961 года, было принято решение об открытии его музея.
Здание музея было перестроено в 1995—1997 годах по проекту архитектора С. Матайбекова. Реконструкция была связана с необходимостью расширения экспозиции музея.
В 1997 году к сотому дню рождения М.Ауэзова открылась новая локация в пристройке, которая находится во дворе. Появился новый экспозиционный зал, где имеются исторические фотографии и книги. Также имеются другие артефакты, которые использовались Мухтаром Ауэзовым при жизни. Подробности биографии и творчества писателя можно подробней изучить в удобном хронологическом порядке.

### Статус памятника
4 апреля 1979 года было принято Решение исполнительного комитета Алма-Атинского городского Совета народных депутатов № 139 «Об утверждении списка памятников истории и культуры города Алма-Аты», в котором было указано здание дома-музея. Решением предусматривалось оформить охранное обязательство и разработать проекты реставрации памятников.
26 января 1982 года здание было включено в список памятников истории и культуры республиканского значения Казахской ССР.